# Le Pays d'octobre
Le Pays d'octobre (titre original : The October Country) est un recueil de dix-neuf nouvelles de l'auteur américain Ray Bradbury publié pour la première fois aux États-Unis en 1955 chez l'éditeur Ballantine Books. Il est publié en France en 1957 aux Éditions Denoël dans la collection Présence du futur.
Quinze des nouvelles de ce recueil (la plupart parues à l'origine dans des pulps entre 1943 et 1947) ont été publiées par Arkham House Edition dans le premier recueil de Ray Bradbury aux États-Unis, Dark Carnival en 1947.
Réécrites pour certaines, elles figurent dans The October Country accompagnées de quatre autres nouvelles publiés en 1953 et 1954 dans des magazines. Cette édition comprenait, outre la couverture, douze illustrations de Joe Mugnaini.
L'édition française dans la collection Présence du futur chez Denoël, avec une traduction de Doringe, ne reprend que la dédicace de Bradbury à August Derleth, éditeur de Dark Carnival, et omet la dédicace aux écrivains Leigh Brackett et Henry Kuttner.

## Contenu
1. Le Nain ((en) The Dwarf)publication dans Fantastic en 1953
2. À qui le tour ? ((en) The Next in Line)publication dans Dark Carnival
3. Le Vigilant Jeton de poker d'Henri Matisse ((en) The Watchful Poker Chip of H. Matisse)publication dans Beyond en 1954
4. Squelette ((en) Skeleton)publication dans Script, 1945
5. Le Bocal ((en) The Jar)publication dans Weird Tales, 1944
6. Le Lac ((en) The Lake)publication dans Weird Tales, 1944
7. L'Émissaire ((en) The Emissary)publication dans Dark Carnival
8. Canicule ((en) Touched With Fire)publication sous le titre Shopping for Death en 1954
9. Le Petit Assassin ((en) The Small Assassin)publication dans Dime Mystery Magazine, 1946
10. La Foule ((en) The Crowd)publication dans Weird Tales, 1943
11. Le Diable à ressort ((en) Jack-in-the-Box)publication dans Dark Carnival
12. La Faux ((en) The Scythe)publication dans Weird Tales, 1943
13. Oncle Einar ((en) Uncle Einar)publication dans Dark Carnival
14. Le Vent ((en) The Wind)publication dans Weird Tales, 1943
15. L'Homme du second ((en) The Man Upstairs)publication par Harper & Brothers en 1947
16. Il était une vieille femme… ((en) There Was an Old Woman)publication dans Weird Tales, 1944
17. La Citerne ((en) The Cistern)publication dans Mademoiselle, 1947
18. La Grande Réunion ((en) Homecoming)publication dans Mademoiselle, 1946
19. La Merveilleuse Mort de Dudley Stone ((en) The Wonderful Death of Dudley Stone)publication par Street & Smith Publications Inc. en 1954

## Adaptations
Plusieurs nouvelles ont été adaptées à la télévision, dans les séries Ray Bradbury présente, Suspicion et Alfred Hitchcock présente. Tim Burton réalisant notamment pour cette dernière l'adaptation du texte Le Bocal en 1986.

## Différentes éditions
- Denoël, coll. « Présence du futur » no 20, quatrième trimestre 1957, réédité en 1971, 1979, 1984 et 1988[3].
- France Loisirs, 1977.
- Denoël, coll. « Lunes d'encre », 2002, dans le volume Trois automnes fantastiques, avec une nouvelle traduction de Brigitte Mariot.
- Gallimard, coll. « Folio SF » no 663, 2020  (ISBN 978-2-07-289296-7)